# Муркапелле
Муркапелле (нід. Moerkapelle) — село в нідерландській провінції Південна Голландія. Входить до муніципалітету Зейдплас.
До 1991 року мало статус окремого муніципалітету.

## Галерея

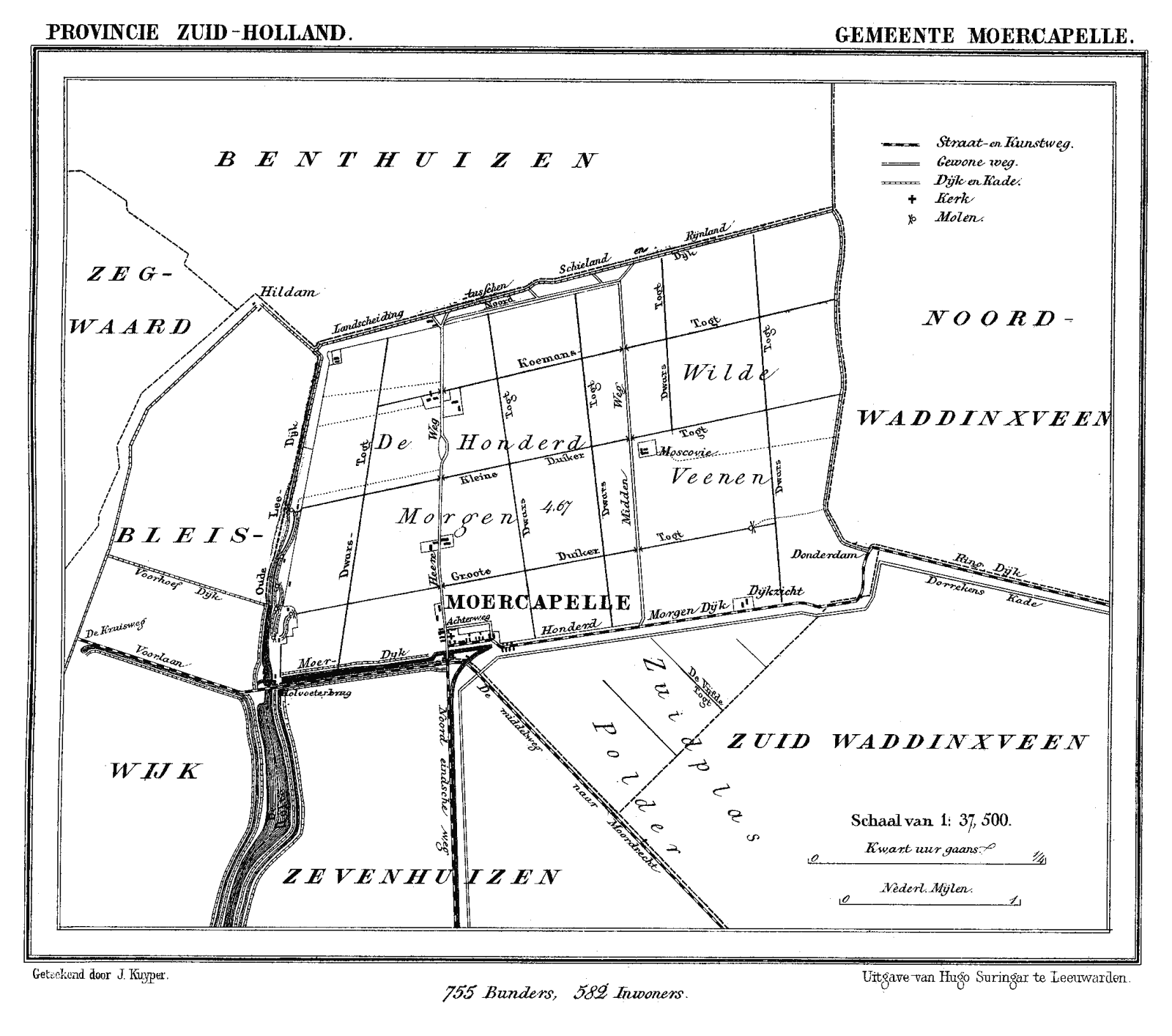
Мапа Муркапелле (1865)